# Tường Thượng
Tường Thượng là một xã thuộc huyện Phù Yên, tỉnh Sơn La, Việt Nam.
Xã có diện tích 18,02 km², dân số năm 1999 là 5.573 người, mật độ dân số đạt 309 người/km².